# Sluizen (Tongeren-Borgloon)
Sluizen (Frans: Sluse) is een dorp in de Belgische provincie Limburg en een deelgemeente van Tongeren-Borgloon, het was een zelfstandige gemeente tot aan de gemeentelijke herindeling van 1977.
Sluizen ligt in het zuidoosten van de gemeente Tongeren nabij de gemeentegrens met Bitsingen en Riemst. In het noorden en het westen grenst de deelgemeente aan Mal en Nerem. In het zuiden wordt de grens met het Waalse Bitsingen gevormd door de Jeker en de zuidelijke hellingen van de Diriksberg.
De dorpskom is gelegen aan een vernauwing van het Jekerdal waardoor de bebouwing is beïnvloed door het reliëf. De bebouwing in Sluizen heeft zich ontwikkeld langs een centrale as die parallel loopt met de hoogtelijnen. Door lintbebouwing is Sluizen in het noordwesten vergroeid met Mal.

## Etymologie
In 1139 werd al melding gemaakt Slusis, later ook vermeld als Slusin. Dit toponiem wijst op het vroege bestaan van een sluis op de Jeker. Vermoedelijk lag deze waterkering in de buurt van de huidige Sluizermolen. De moderne uitgang op -en moet bovendien niet beschouwd worden als een meervoudsvorm, maar is het resultaat van de verbogen datief ter Sluizen. De plaatsnaam betekent zo 'bij de sluis'.

## Geschiedenis
Reeds vanaf de prehistorie werd deze streek bewoond. Ook uit de Romeinse tijd en de Merovingische tijd zijn overblijfselen aangetroffen, onder meer de resten van een Romeinse villa. De oude weg van Elch naar Herderen liep door dit gebied.
Sluizen behoorde reeds in de 12de eeuw tot het domein van het Sint-Servaaskapittel van Maastricht als één van elf banken van Sint-Servaas. Als zodanig was het een vrije Rijksheerlijkheid, afhankelijk van het Duitse Rijk en onder voogdij staand van de Hertog van Brabant. De burcht van Sluizen werd, na de nederlaag van de Luikse opstandelingen bij de Slag bij Othée (1408), verwoest door de troepen van Jan van Beieren. In 1632, bij de verovering van Maastricht werd ook Sluizen als redemptiedorp opgeëist door de Republiek der Nederlanden, hetgeen in 1785 bekrachtigd werd door het Verdrag van Fontainebleau.
In 1961 werd, in het kader van het vastleggen van de taalgrens, het overwegend Franstalige gehucht Haut-Vinâve bij de gemeente Glaaien gevoegd. De zuidgrens van de deelgemeente Sluizen wordt sindsdien door de taalgrens (en tevens de provinciegrens) gevormd.
Sluizen, dat een zelfstandige gemeente vormde, ging in 1977 op in de fusiegemeente Tongeren.
Op kerkelijk gebied was er, sinds de 11e eeuw, een aan Sint-Servatius gewijde kapel die ondergeschikt was aan de parochie van Mal, doch in 1888 werd verheven tot zelfstandige parochiekerk.
Sluizen is vooral een landbouwdorp. In de 19e eeuw vond er huisnijverheid plaats in de vorm van de productie van strohoeden.

## Demografische ontwikkeling
- Bronnen:NIS, Opm:1831 tot en met 1970=volkstellingen; 1976 = inwoneraantal op 31 december

## Bezienswaardigheden

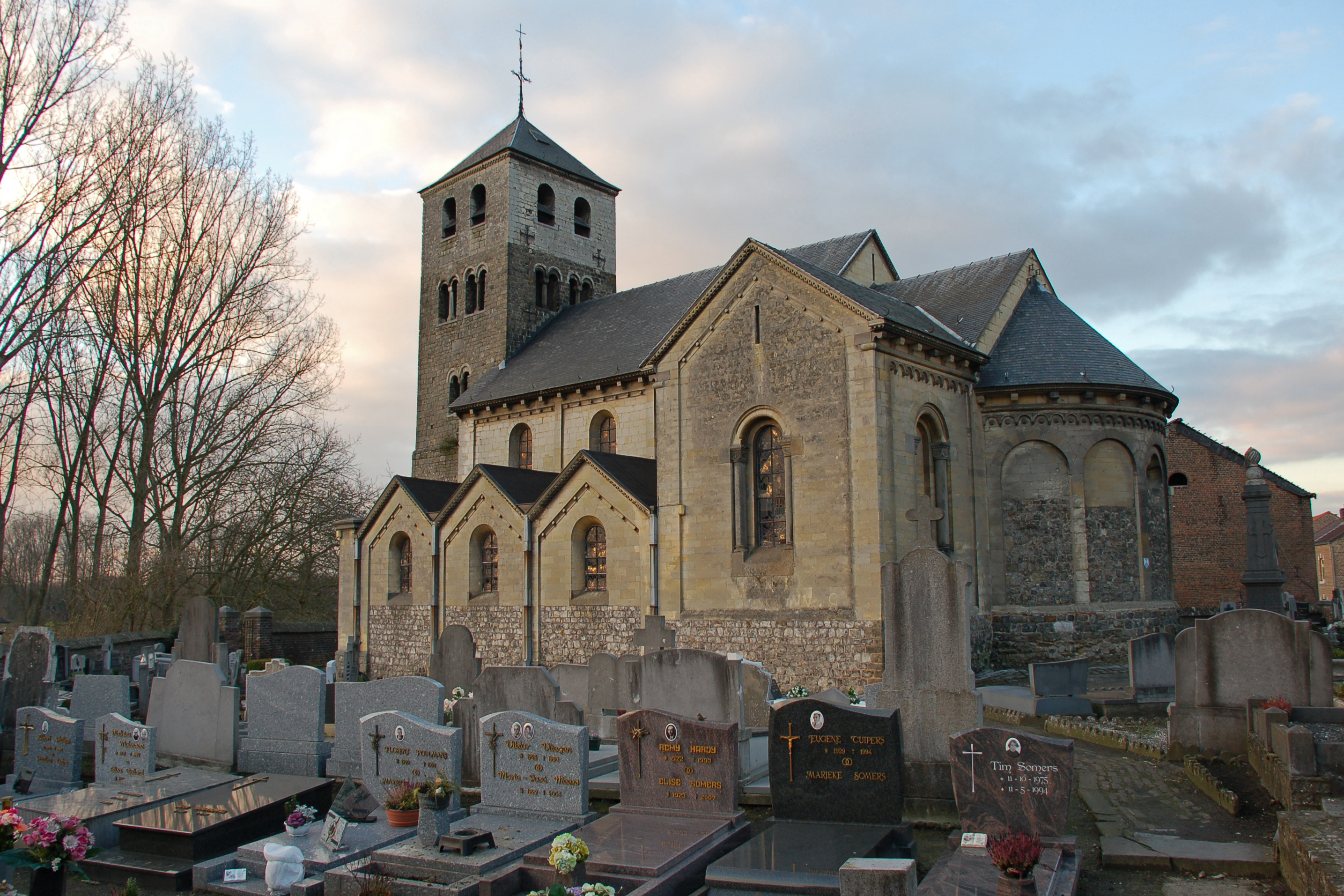
De Sint-Servatiuskerk

- De Sint-Servatiuskerk is een deels 12e/13e-eeuwse romaans kerkgebouw, dat is gerestaureerd in 1865 en 1866.
- De Molen van Bellefontaine, een watermolen op de Jeker
- Enkele romaanse muurresten, overblijfselen van de 12e-eeuwse burcht van de heren van Sluizen, die echter na de Slag bij Othée (1408), werd verwoest.[3]
- In de Waterstraat, weg - richting kerk van Mal - staat een boerderij met in de gevel ankers uit 1645. Dit was de winning voor het waterkasteel , dat ooit gestaan heeft op het eind van de Waterkasteelstraat, en als bescherming de Jeker had.

## Natuur en landschap
Sluizen ligt in droog-Haspengouw in het dal van de Jeker. Naar het oosten toe vernauwt deze vallei zich, waar ze bovenstrooms in westelijke richting veel breder is. De grootste hoogte is ongeveer 140 meter: de Diriksberg.

## Nabijgelegen kernen
Nerem, Mal, Millen, Elst, Vreren